# Gruzińska Giełda Papierów Wartościowych
Gruzińska Giełda Papierów Wartościowych – giełda papierów wartościowych w Tbilisi, stolicy Gruzji, założona w 1999 roku.  Na giełdzie notowane są akcje 4 spółek oraz 31 obligacji.
Pierwsze notowania na giełdzie odbyły się w roku 2000.